# Пітер Гассе

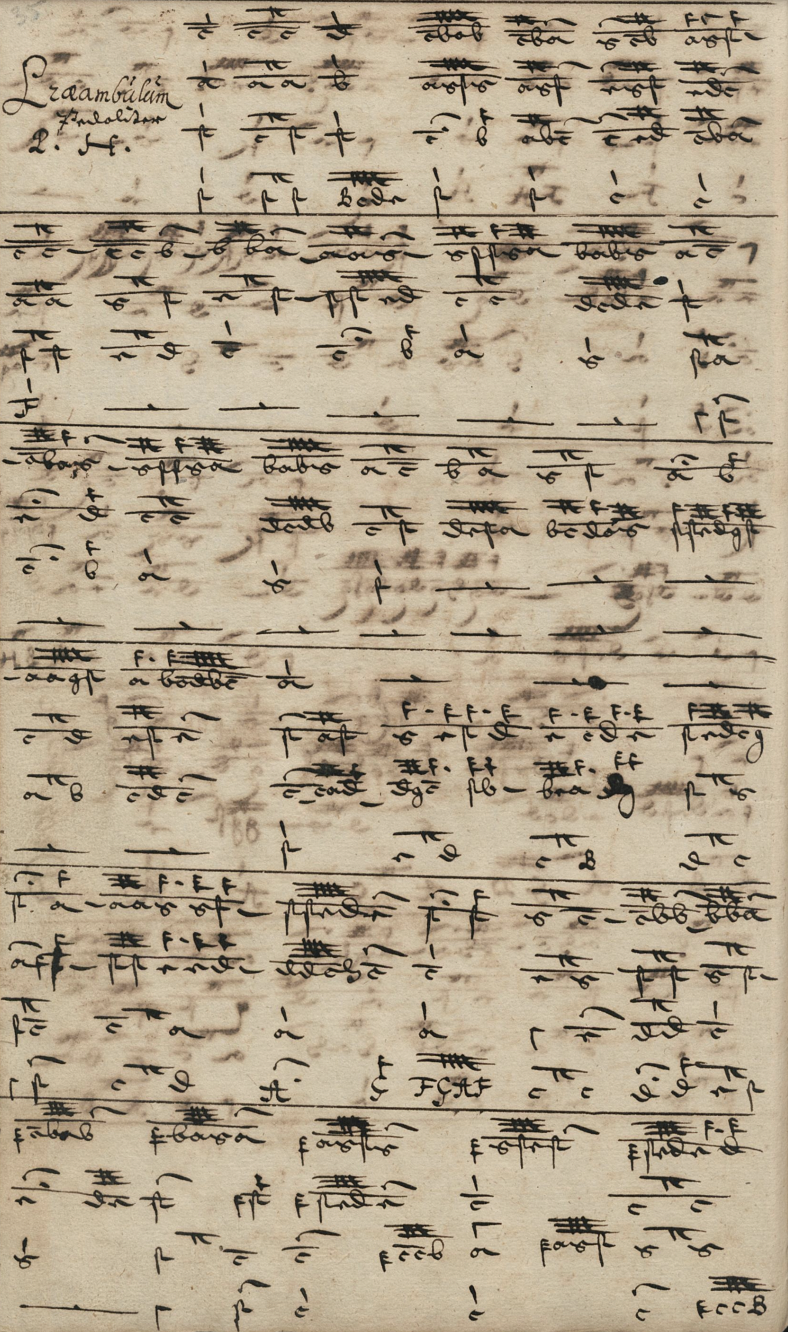
Перша сторінка манускрипту преамбули фа мажор (табулатура)

Пітер Гассе (нім. Peter Hasse, лат. Petrus Hasse; до 1585, Франконія — червень 1640, Любек) — німецький композитор та органіст епохи бароко. Представник північнонімецької органної школи.

## Біографія
Про ранні роки життя музиканта нічого не відомо. Можливо, навчався у Яна Свелінка. Під час Великодня 1616 став органістом любецької Церкви Св. Марії. Разом із наступними органістами церкви, Францом Тундером та Дітріхом Букстегуде, сприяв тому, що Любек став музичним центром Північної Німеччини. Про його репутацію свідчать кілька підвищень зарплати протягом кар'єри. Помер на початку літа 1640 року, похований 16 червня.
Гассе також відомий як педагог. За винятком старшого сина Йоганнеса, дочка Анна Доротея якого була одружена з Ніколаусом Брунсом, усі сини Гассе стали музикантами. Найбільше прославився його син Ніколаус (в деякий джерелах сімейний зв'язок між даними композиторами спірний). Пітер також був прадідом відомого композитора стилю рококо Йоганна Адольфа Гассе.

## Творчість
Творчість Гассе дійшла до наших днів фрагментарно. Нище наведено список творів, що збереглись до нашого часу:
- Преамбула фа мажор
- Хоральна прелюдія «Allein Gott in der Hoeh sei Ehr»
- Шестиголосий мотет «Ach das ich hören sollt»
- Семиголоса меса

## Вшанування пам'яті
На честь композитора названий астероїд 7478 Гассе, відкритий 20 липня 1993 року.